# The Forest Company
The Forest Company är ett aktiebolag registrerat i Guernsey, som investerar i skogsmark. Bolaget grundades 2007 och idag har tillgångar på 199 miljoner USD, huvudsakligen plantager i Colombia och Brasilien. The Forest Company använder sig av Timber Capital för att genomföra transaktioner och managera skogstillgångar. The Forest Companys aktier handlas på Channel Islands Stock Exchange (CISX) och har tidigare övervägt en notering i Stockholm. Grundare och huvudägare till både The Forest Company och Timber Capital är John Harald Örneberg.